# Pallenopsis alcocki
Pallenopsis alcocki is een zeespin uit de familie Pallenopsidae. De soort behoort tot het geslacht Pallenopsis. Pallenopsis alcocki werd in 1923 voor het eerst wetenschappelijk beschreven door Calman. 